# Molí dels Sorts
El Molí dels Sorts fou un molí del terme municipal de Castellcir, a la comarca del Moianès. Les seves restes són a l'enclavament de la vall de Marfà.
Són a la dreta de la Golarda, al costat sud-oest de la masia dels Sorts, en el sector nord-oest de la Vall de Marfà. L'abandonament que sofreix des de mitjan segle xx tota aquesta part de la vall de Marfà ha fet que les restes del Molí dels Sorts romanguin tan cobertes de vegetació que es fan difícils de trobar i de reconèixer.
La resclosa que l'abastia d'aigua és a pocs metres de les ruïnes, a la llera del Torrent de Serramitja, que és on captava l'aigua.
Estigué habitat i en ús almenys fins a l'any 1855, però en els padrons de Castellcir del 1898 i anys posteriors ja no hi apareix.